# Anal Blast
Anal Blast – amerykański zespół grindcore/deathmetalowy, założony w 1994 roku w Minneapolis. Tematyką ich utworów jest seks, śmierć, menstruacja i pornografia.
W 2009 roku grupa została rozwiązana.

## Dyskografia
- Puss Blood Pentagram (demo, 1994)
- Vaginal Vempire (LP, 1998)
- Perversion… and the Guilt After (split z Cephalic Carnage, 2002)
- Battered Bleeding Bitch (LP, 2004)
- Assault On The Hot Wet Blood Hole (kompilacja, 2007)
- Spraying Blood Live (DVD, 2008)